# Frelinghien
Frelinghien je francouzská obec v departementu Nord v regionu Hauts-de-France. Žije zde přibližně 2 600 obyvatel.

## Geografie
Obec leží těsně u hranic Francie s Belgií, které zde tvoří řeka Leie (Lys).

### Sousední obce
| Růžice kompasu | Comines-Warneton (Belgie) |             | Deûlémont         | Růžice kompasu |
| Růžice kompasu | Houplines                 | Sever       | Quesnoy-sur-Deûle | Růžice kompasu |
| Růžice kompasu | Houplines                 | Frelinghien | Quesnoy-sur-Deûle | Růžice kompasu |
| Růžice kompasu | Houplines                 | Jih         | Quesnoy-sur-Deûle | Růžice kompasu |
| Růžice kompasu |                           | Pérenchies  | Verlinghem        | Růžice kompasu |